# سولفید تالیم (I)
سولفید تالیم(I) (به انگلیسی: Thallium(I) sulfide) با فرمول شیمیایی Tl۲S یک ترکیب شیمیایی است. که جرم مولی آن ۴۴۰٫۸۳۳ g/mol می‌باشد. شکل ظاهری این ترکیب، بلورهای سفید بی‌بو است.